# سد غرافيري
سد غرافيري هو سد ردمي على نهر كونكوري الذي يشكل الحدود بين أقاليم كينديا ومامو من غينيا . تم بناء السد من قبل ساليني امبريجيلو بين عامي 1995 و 1999 لغرض توليد الطاقة الكهرومائية وإمدادات المياه. تعطلت محطة الطاقة في عام 2002 ولكنها أُصلحت بعد ذلك بوقت قصير. تبلغ الطاقة الإنتاجية لمحطة الطاقة حوالي 75 ميجاواط (101,000 حصان).